# Rombout Verhulst

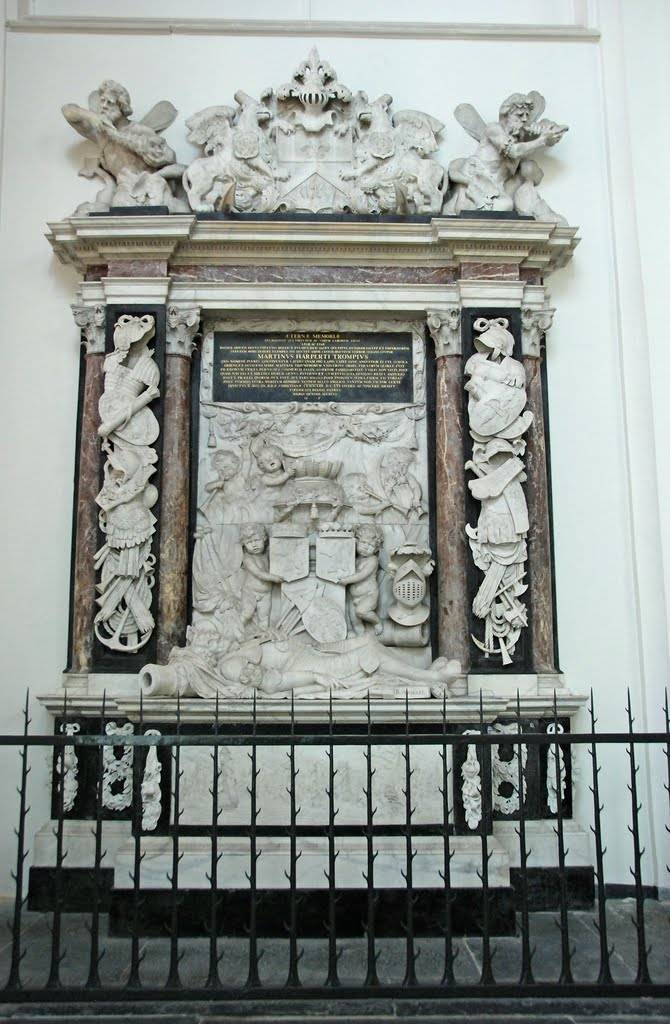
Praalgraf van Maarten Tromp (1656)

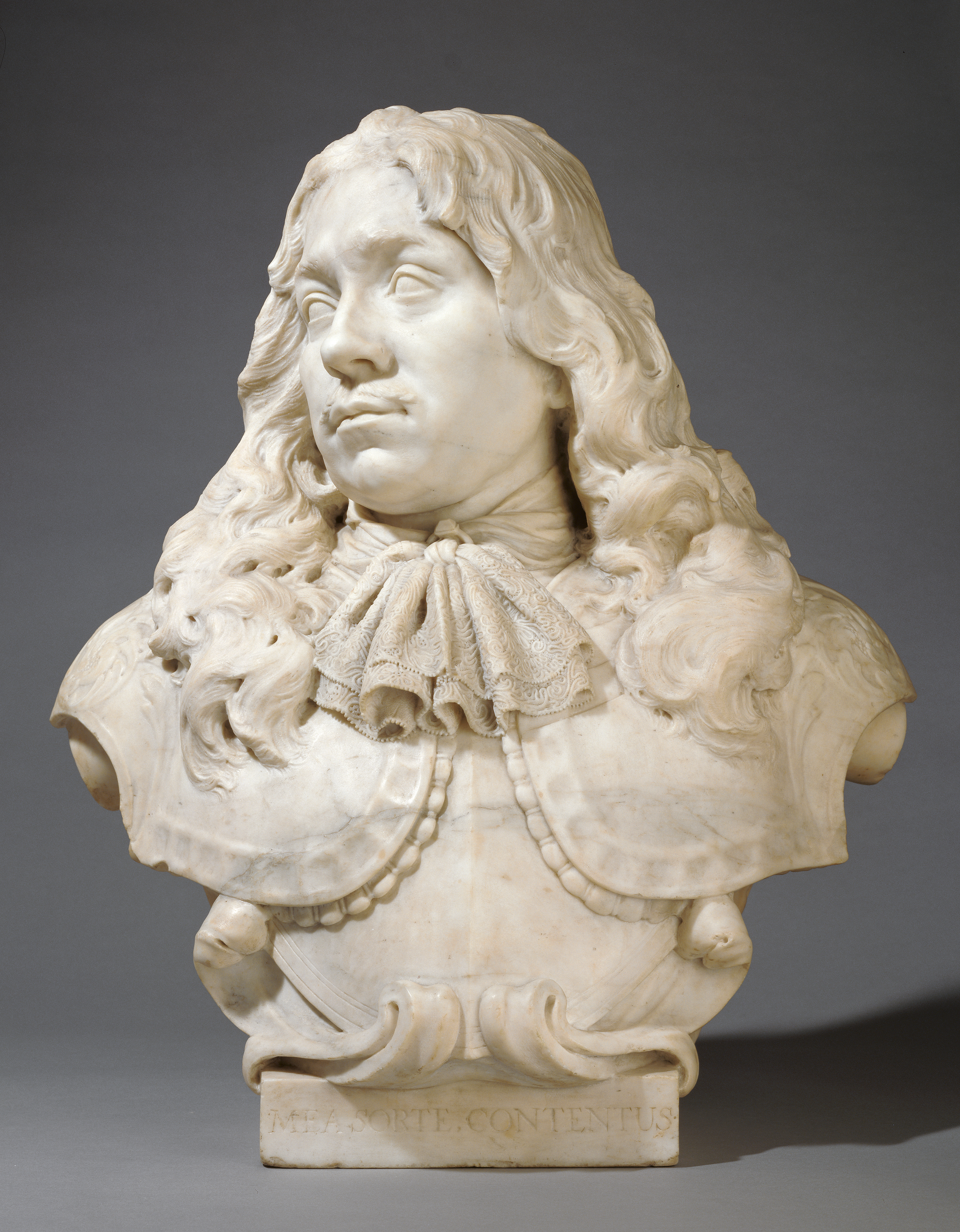
Buste van Jacob van Reygersbergh (1671)

Rombout Verhulst (Mechelen, 15 januari 1624 - begraven Den Haag, 27 november 1698) was een barok beeldhouwer en tekenaar van Vlaamse afkomst die het grootste deel van zijn leven in de Republiek der Nederlanden werkte.

## Leven en werk
Rombout Verhulst studeerde in zijn geboorteplaats Mechelen bij de beeldhouwers Rombout Verstappen, Frans van Loo en misschien ook Lucas Faydherbe. Het wordt aangenomen dat hij tussen 1646 en 1654 een reis naar Italië maakte. In 1652 wordt hij vermeld als steenhouwer in Amsterdam. Hij werkte daar onder de Vlaamse beeldhouwer Artus Quellinus aan de decoratie van het nieuwe Stadhuis. Zijn zelfstandige positie onder de medewerkers van Quellinus blijkt uit het feit dat hij als enige enkele werken in dit project signeerde. Rond 1658 verhuisde hij naar Leiden waar hij diverse opdrachten uitvoerde voor stedelijke gebouwen. Hij kreeg er ook zijn eerste grote opdrachten voor grafmonumenten. In 1663 vestigde hij zich in Den Haag, waar hij in 1664 lid werd van het Sint-Lucasgilde.
Hij was de leermeester van Jan Blommendael en Jan Ebbelaer.

## Werk
Rombout Verhulst is vooral bekend door zijn vele grafmonumenten, maar hij vervaardigde ook portretbustes, tuinbeelden en kleinschalige ivoorsnijwerken. Een van zijn beste portretbustes is die van Jacob van Reygersbergh uit 1671, het werk is opgenomen in de collectie van in het Getty Museum in Los Angeles. Zijn hoofdwerk is wel het praalgraf van Michiel de Ruyter in de Nieuwe Kerk te Amsterdam. Het rustig 'slapen' van de overledene is een van de kenmerken van Verhulsts grafmonumenten, waaronder het praalgraf van Van Lyere (1663) en het praalgraf van Carel Hieronymus van In- en Kniphuisen (1665-1669) waarvoor opdracht werd gegeven door de weduwe van de overledene.
Hoewel Verhulsts stijl aan Artus Quellinus schatplichtig was, heeft Verhulst niet volledig  Quellinus' classicistische neigingen overgenomen.  Zijn oeuvre is met meer warmte opgevat en met een grotere verfijning uitgevoerd en vertoont gelijkenis met dat van Antwerpse beeldhouwers uit de kring van Rubens, waaronder Hans van Mildert en Lucas Faydherbe.

## Werken van Rombout Verhulst
- Een Venus met zwaan en uitbeeldingen van Stilzwijgendheid en Getrouwheid (ca. 1654) in de galerijen van het Amsterdams stadhuis
- Het praalgraf van Jan van Galen (circa 1655) in de Nieuwe Kerk te Amsterdam. Het ontwerp is van Artus Quellinus, de zeeslag van Willem de Keyser.
- De graftombe van Maarten Harpertszoon Tromp (voltooid 1656) in de Oude Kerk te Delft. Het ontwerp is waarschijnlijk van Jacob van Campen, de zeeslag is van Willem de Keyser.
- Het beeldhouwwerk aan de Leidse waag (1657)
- Het reliëf, voorstellend de pest in de gedaante van een furie (1660) boven de poort van het Pesthuis in Leiden
- Het epitaaf voor Pieter van der Werff (1661) in de Hooglandse Kerk te Leiden
- De leeuw boven de poort van de Burcht van Leiden (1662)
- Het praalgraf van Van Lyere voor Willem van Lyere en Maria van Reigersberch (1663) in de Dorpskerk van Katwijk aan den Rijn
- De graftombe voor Johan Polyander Kerkhoven (1663) in de Pieterskerk te Leiden
- Het praalgraf van Carel Hieronymus van In- en Kniphuisen (1665-69) in de Kerk van Midwolde[5]
- Het epitaaf voor Hendrick Thibaut en zijn vrouw en dochter (1669) in de kerk van Aagtekerke
- Het epitaaf voor schout-bij-nacht Willem van der Zaen (1670) in de Oude Kerk te Amsterdam
- Het epitaaf voor Th. Graswinckel (1670) in de Grote Kerk van Den Haag
- Het epitaaf voor Johannes van Gheel (ca. 1670) in de Hervormde Kerk van Spanbroek
- De graftombe voor Adriaan Clant (1672) in de Bartholomeuskerk van Stedum
- De epitaaf van Isaac Sweers (1674) in de Oude Kerk te Amsterdam
- Het grafmonument voor Hieronymus van Tuyll van Serooskerken (ca. 1675) in de kerk van Stavenisse
- Het praalgraf van Willem Joseph van Ghent voor luitenant-admiraal Willem Joseph van Ghent (1676) in de Domkerk in Utrecht
- Het liggende beeld van praalgraf voor Egbert Bartolomeusz Kortenaer (1669) in de Grote of Sint-Laurenskerk te Rotterdam.
- De graftombe van Michiel de Ruyter (voltooid 1681) in de Nieuwe Kerk te Amsterdam
- Het praalgraf voor Johan en Cornelis Evertsen (1680-82) in de Nieuwe Kerk van Middelburg

## Fotogalerij

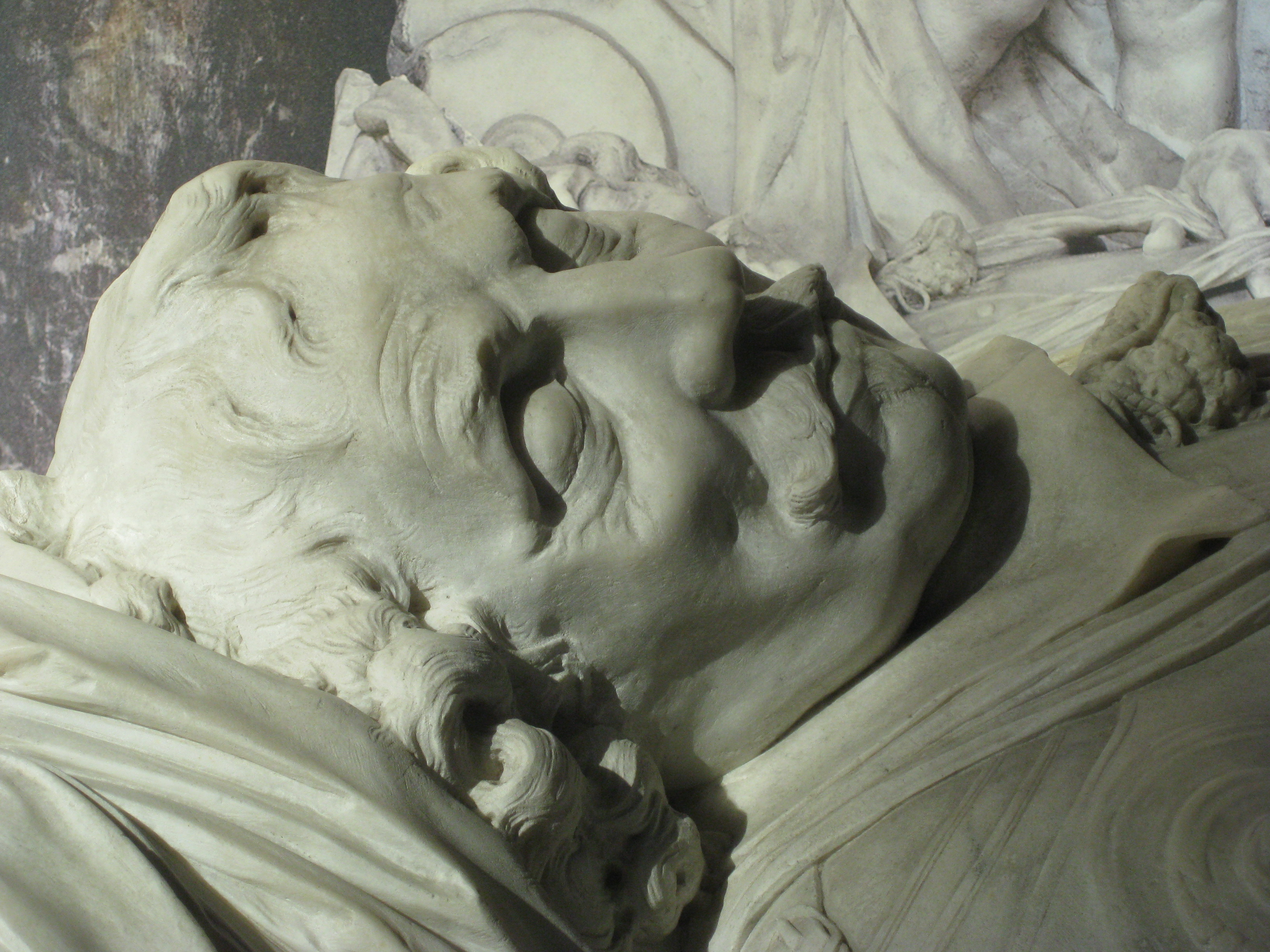
Detail van het grafmonument van M.H.Tromp in de Oude Kerk in Delft (1656)
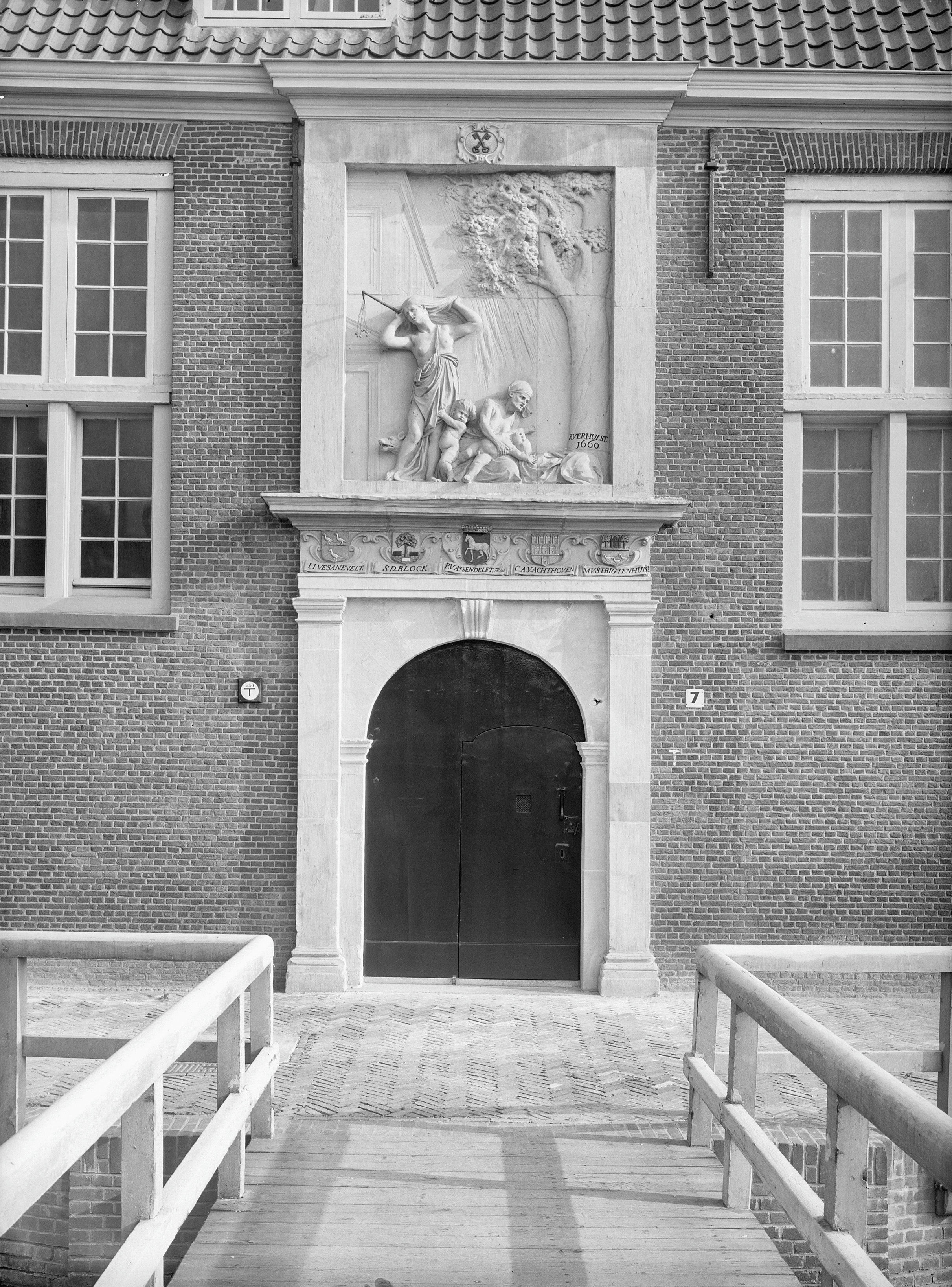
Reliëf boven ingang Pesthuis te Leiden (1660)
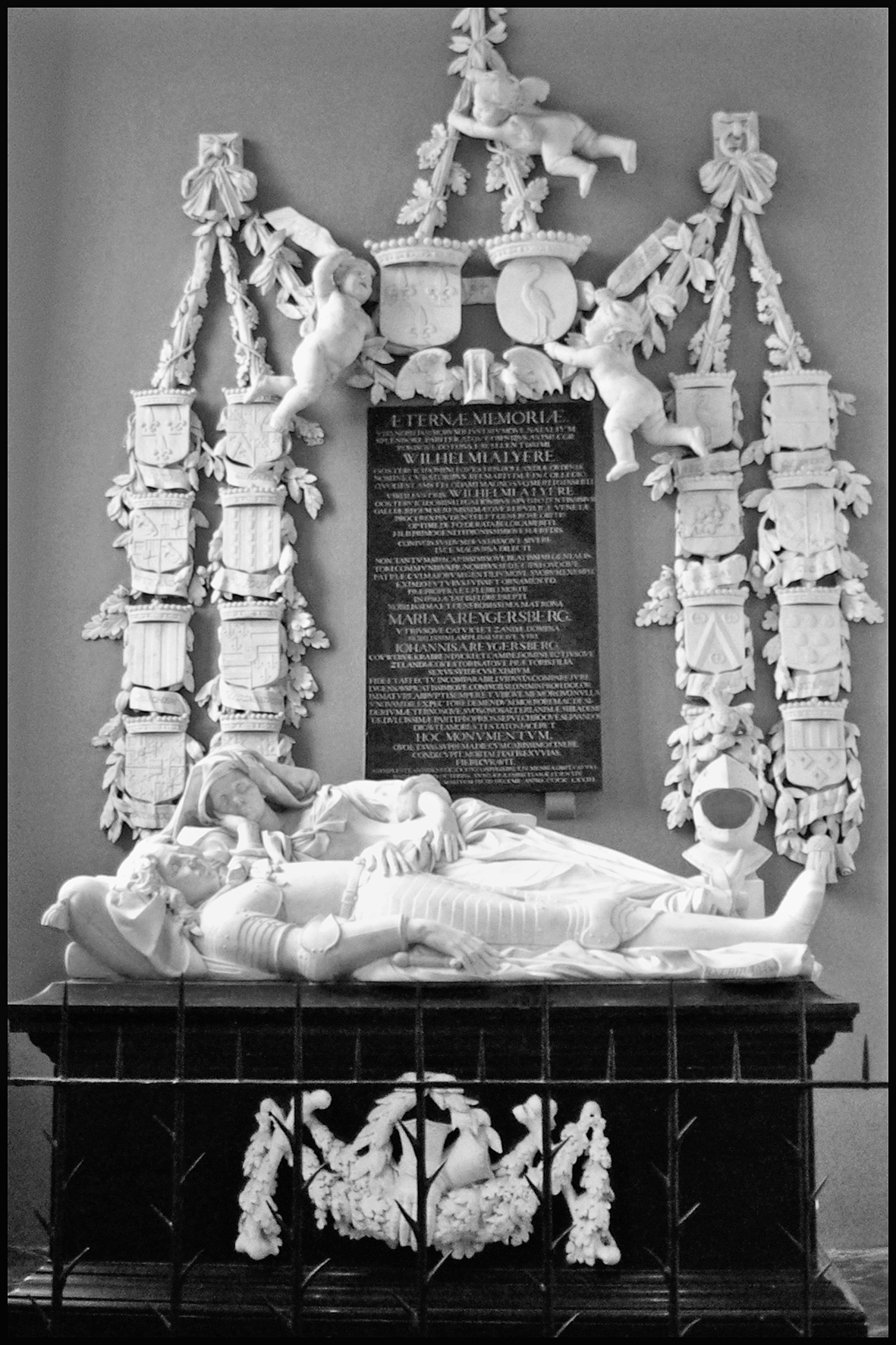
Praalgraf Willem van Lyere. Dorpskerk (Katwijk) (1663)
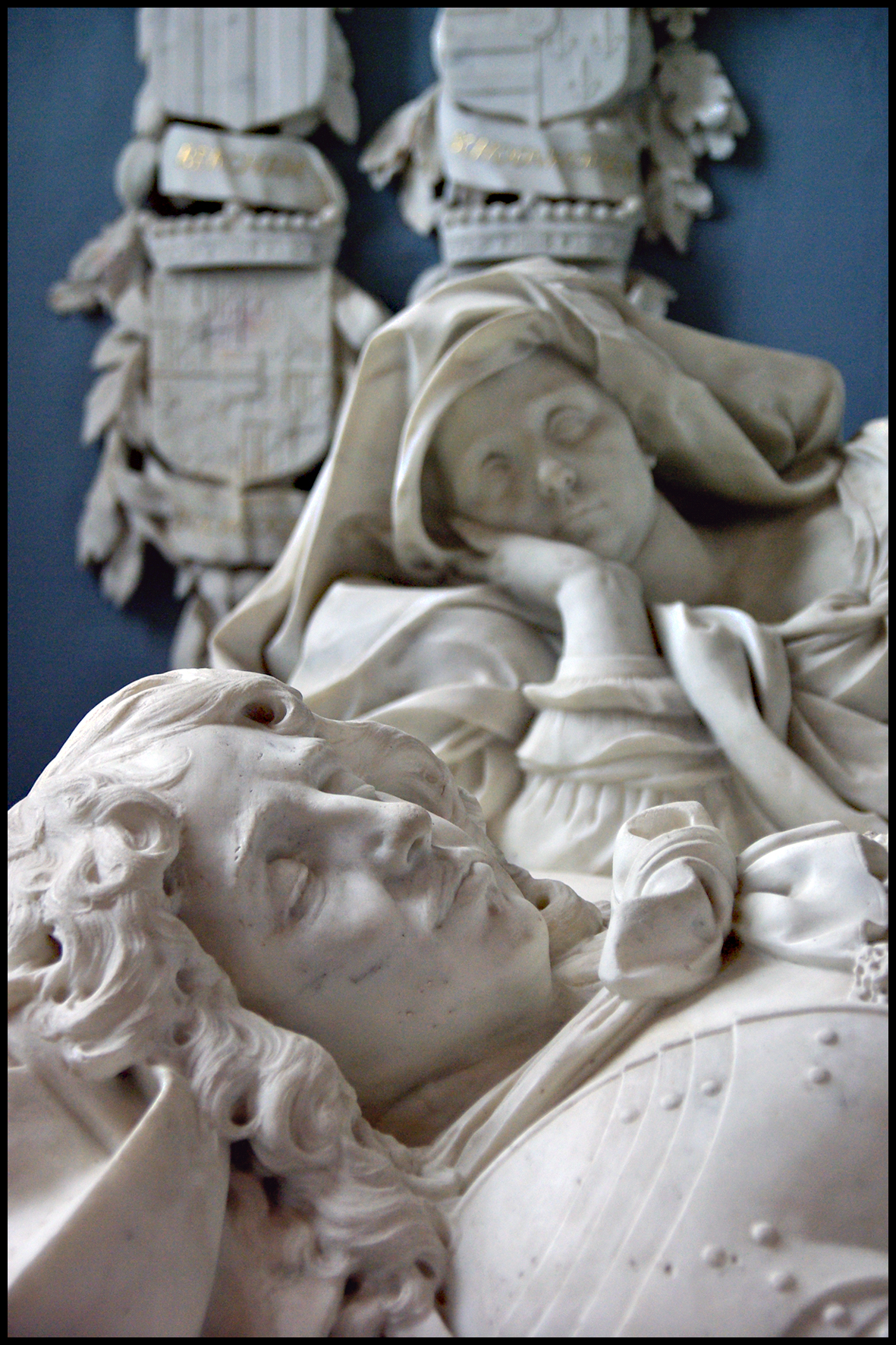
Detail praalgraf van Van Lyere (1663)
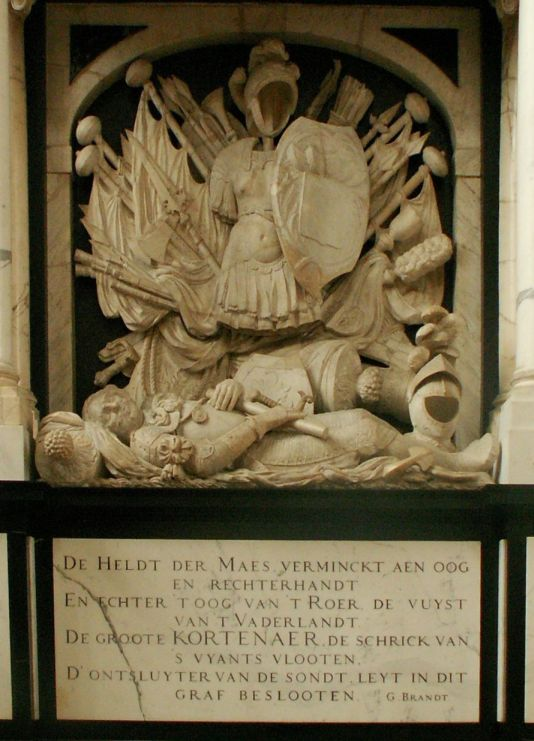
Praalgraf van luitenant-admiraal Egbert Bartolomeusz Kortenaer in de Grote of Laurenskerk te Rotterdam (1665)
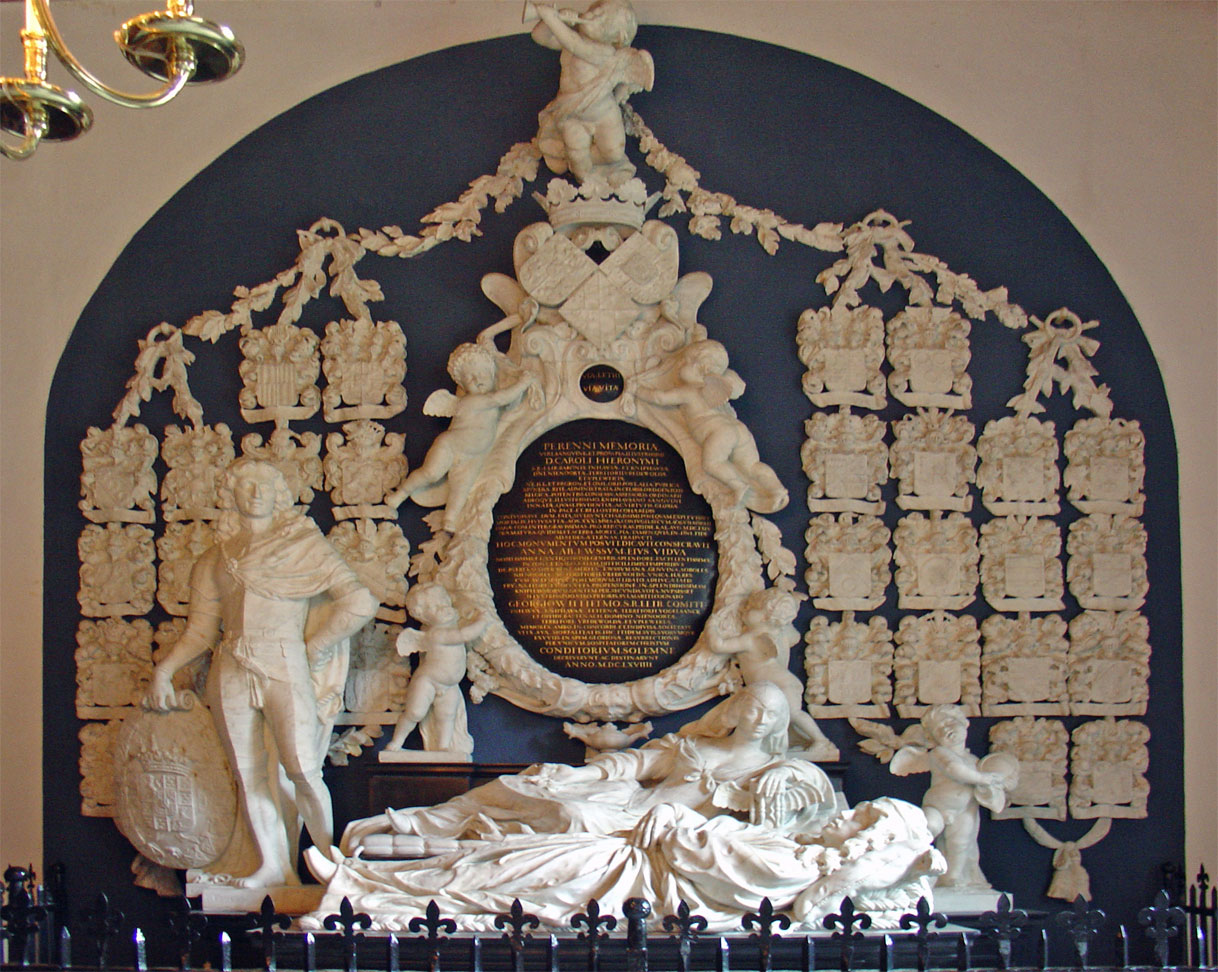
Praalgraf in de kerk van Midwolde (1665-1669)
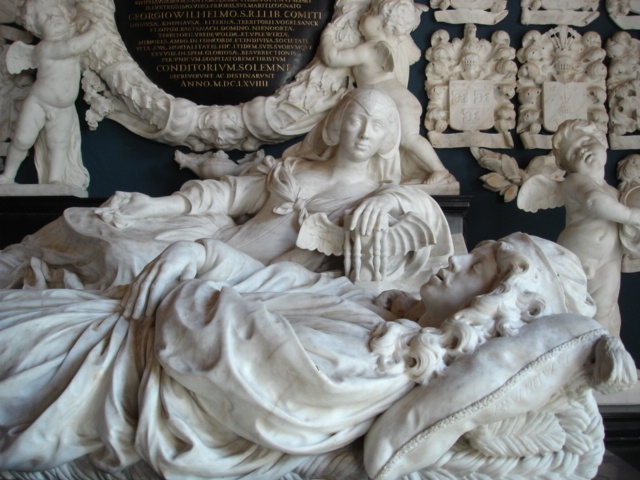
Grafmonument Carel Hieronymus van In- en Knyphuizen (1665-1669)
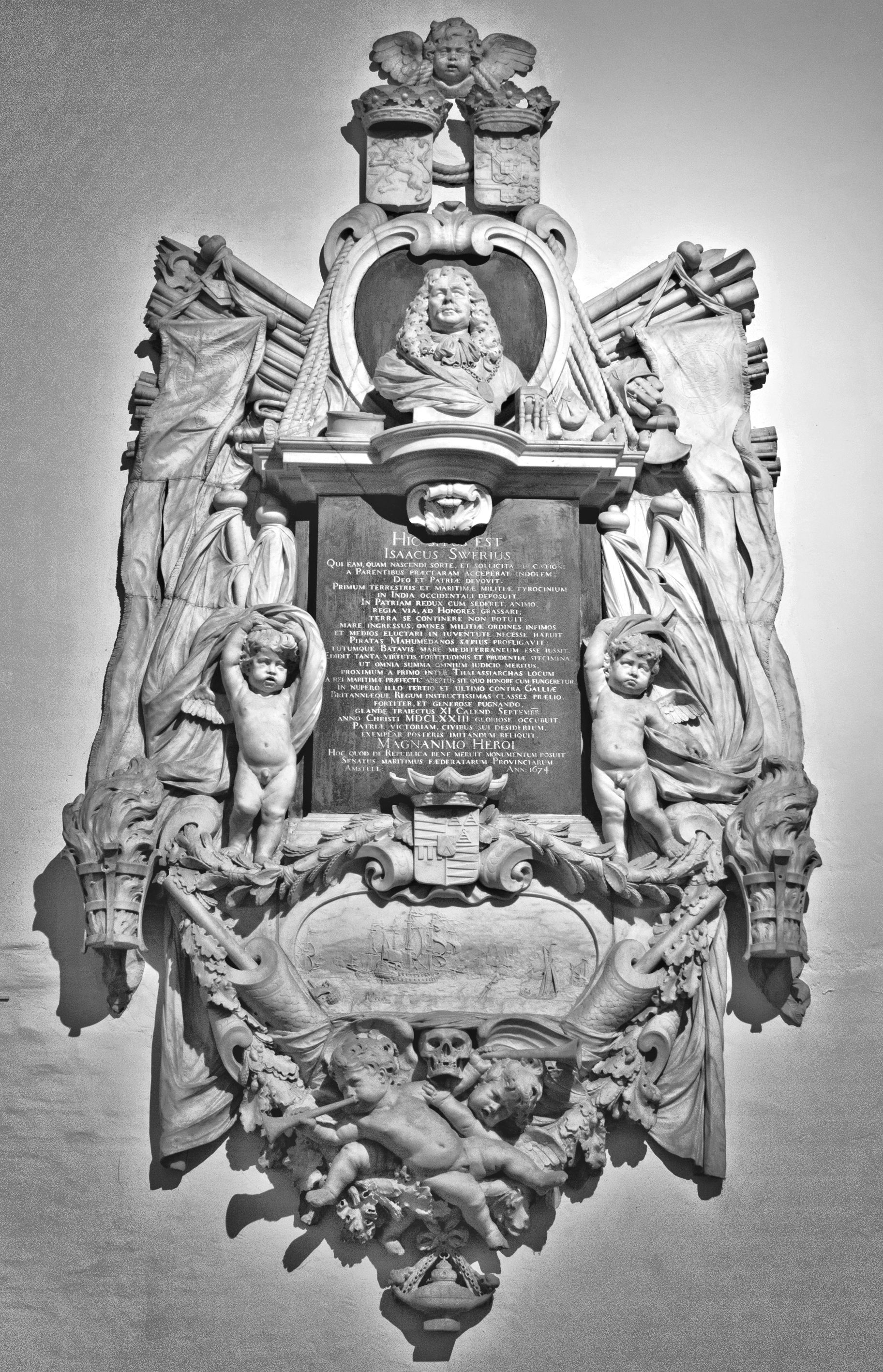
Epitaaf van Isaac Sweers (1675)
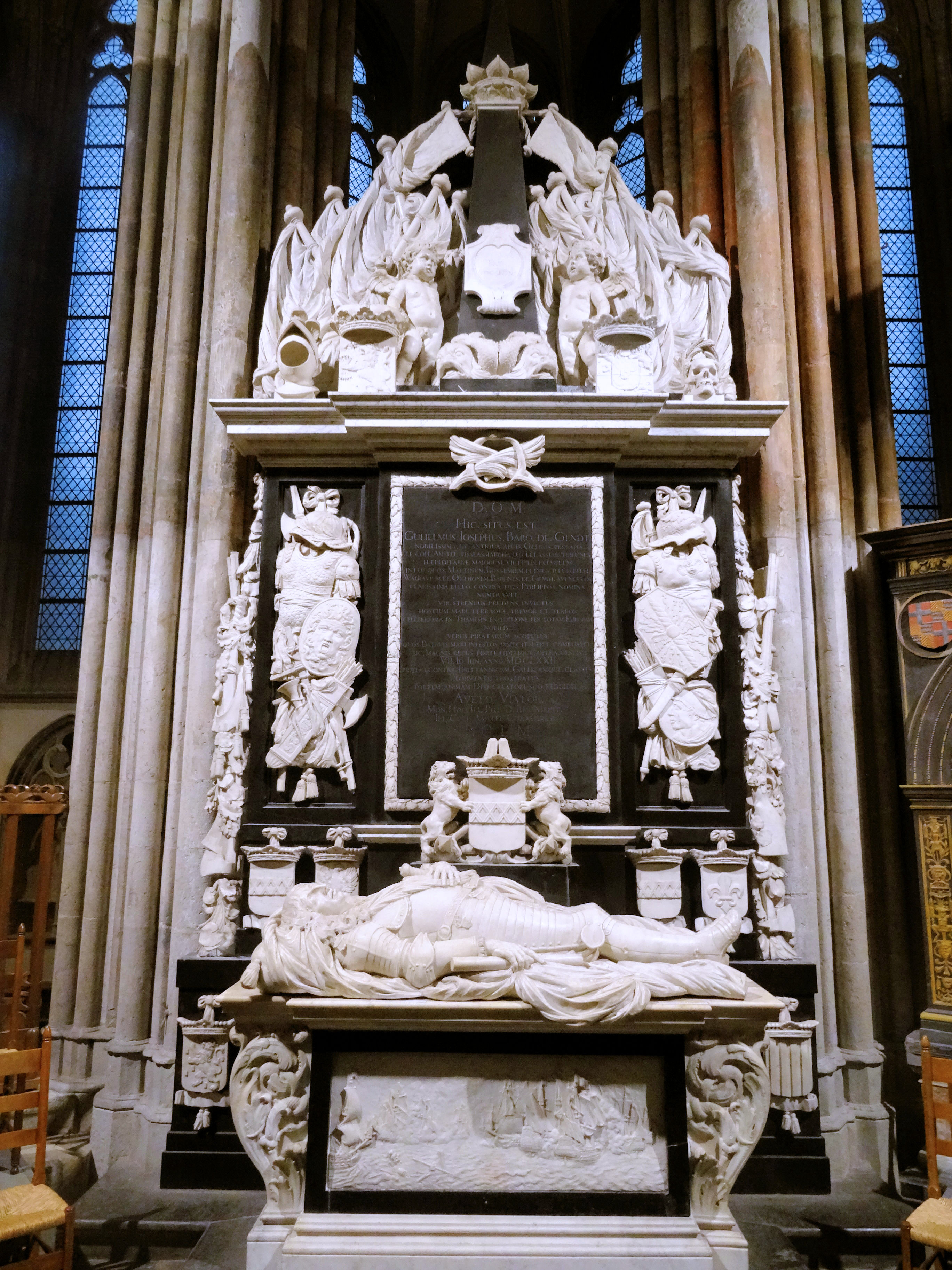
Praalgraf van Willem Joseph van Ghent (1676)